# 위피어
위피어(Wipi)는 뉴기니섬의 파푸아 제어이다. 기드라어(Gidra), 지부어(Jibu), 오리오모어(Oriomo)라고도 한다. 이스턴트랜스플라이(Eastern Trans-Fly) 계열에 속하며 이 계열의 다른 언어로는 기즈라어(Gizrra), 메리엄미르어(Meriam Mir) 및 바인어(Bine)가 있다. 어족은 칼라우라가우야어뿐만 아니라 이웃 언어인 키와이어(Kiwai)에도 영향을 미쳤다.